# Джонсон, Эрик (актёр)
Эрик Йоханн Джонсон (англ. Eric Johann Johnson; род. 7 августа 1979) — канадский актёр, сыгравший детектива Люка Каллаханна в сериале «Копы-новобранцы», соперника Кларка Кента Уитни Фордмана в «Тайнах Смолвиля» и Флэша Гордона в одноимённом телесериале 2007 года.

## Карьера
Эрик родился 7 августа 1979 года в городе Эдмонтон, провинция Альберта, Канада. Эрик начал свою актёрскую карьеру в девятилетнем возрасте, когда его родители зарегистрировали мальчика в театральной студии Stage Polaris в Эдмонтоне.
В 1994 году Джонсон сыграл героя Брэда Питта в юности в картине «Легенды осени». В 2000 году Эрик получил главную роль в канадском фильме «Презрение», собравшем множество наград. В 2001 году Эрик попал в основной состав популярного сериала «Тайны Смолвиля», в котором ему досталась роль Уитни Фордмана, футболиста и соперника Кларка Кента.
В 2007 году Джонсон сыграл главную роль в телесериале «Флэш Гордон», который вышел в августе 2007 на канале Sci Fi. В апреле 2008 года, после одного сезона, шоу закрыли.
27 ноября 2010 года вышел фильм студии Hallmark «Миссис Чудо в Манхэттене», в котором Эрик исполнил главную роль.
В 2010 году Эрик Джонсон сыграл роль детектива Люка Каллаханна в канадской полицейской драме «Копы-новобранцы», а в 2011 — грабителя банков Кэла Свини в сериале студии Fox «Алькатрас».
В 2012 году Джонсон принял участие в озвучивании персонажа Сэма Фишера в видеоигре Tom Clancy’s Splinter Cell: Blacklist, заменив Майкла Айронсайда, который озвучивал героя в предыдущих играх франшизы.
В 2013 году Эрика пригласили в основной состав медицинской драмы студии Cinemax «Больница Никербокер» на роль молодого талантливого врача Эверетта Гэллинджера, протеже персонажа Клайва Оуэна. Исполнительный продюсер сериала — известный кинорежиссёр Стивен Содерберг.

## Личная жизнь
В 2004 году Эрик женился на сценаристке и продюсере Адриа Бадд, с которой он познакомился на съемках сериала «Тайны Смолвиля», когда она была личной ассистенткой Аннетт О’Тул. Супруги воспитывают дочь, Кэллу Праоре Джонсон, которая родилась в 2007 году.
Рост Эрика — 1,88 метра.

## Фильмография
| Фильмы      | Фильмы                                  | Фильмы                             | Фильмы                                                               |
| Год         | Название                                | Роль                               | Примечания                                                           |
| ----------- | --------------------------------------- | ---------------------------------- | -------------------------------------------------------------------- |
| 1994        | Road to Saddle River                    | Ленс                               |                                                                      |
| 1994        | Легенды осени                           | юный Тристан                       |                                                                      |
| 1998        | Оклахома: Трагическая история           | Джейсон                            | ТВ-фильм                                                             |
| 1998        | Heart of the Sun                        | Джек                               |                                                                      |
| 1999        | Последний подозреваемый                 | Джоел Алридж                       |                                                                      |
| 1999        | Атомный поезд                           | Дэнни                              | ТВ-фильм                                                             |
| 2000        | Borderline Normal                       | Рокко                              | ТВ-фильм                                                             |
| 2000        | Bear With Me                            | Скотт Робинсон                     |                                                                      |
| 2000        | Презрение                               | Даррен Хьюнеман                    | ТВ-фильм Номинация на Премию Джемини                                 |
| 2000        | Дети фортуны                            | Эндрю Баст                         | ТВ-фильм                                                             |
| 2001        | Техасские рейнджеры                     | Роллинс                            |                                                                      |
| 2002        | Пиф-паф, ты — мёртв                     | Марк Кенворт                       | ТВ-фильм                                                             |
| 2002        | Beauty Shot                             | Чэд Джонсон                        |                                                                      |
| 2003        | Похищение Синатры                       | Дин Торренс                        |                                                                      |
| 2003        | Голливудские жены                       | Брайан Ричтер                      | ТВ-фильм                                                             |
| 2004        | Друг семьи                              | Дэррис Шоу                         | ТВ-фильм                                                             |
| 2004        | Сестра оборотня                         | Тайлер                             |                                                                      |
| 2004        | Подарок клоуна                          | Клоун Сэм                          |                                                                      |
| 2004        | Blinded                                 | Джон                               |                                                                      |
| 2004        | Ящер                                    | Райс                               | ТВ-фильм                                                             |
| 2004        | Работа и слава                          | Джошуа Стид                        |                                                                      |
| 2005        | Фалькон Бич                             | Лэйн Брэдшоу                       | ТВ-фильм                                                             |
| 2005        | Меченая                                 | Родди Датч                         | ТВ-фильм                                                             |
| 2005        | Работа и слава                          | Джошуа Стид                        |                                                                      |
| 2006        | Expiration Date                         | Офицер по контролю за животными #2 |                                                                      |
| 2006        | The Work and the Glory: A House Divided | Джошуа Стид                        |                                                                      |
| 2006        | Медовый месяц с мамой                   | Адам                               |                                                                      |
| 2009        | Няня с сюрпризом                        | Дрю                                | ТВ-фильм                                                             |
| 2010        | Столкновение                            | Кайл Пембер                        | ТВ-фильм                                                             |
| 2010        | Миссис Чудо в Манхэттене                | Джейк Финли                        | ТВ-фильм                                                             |
| 2013        | Столкновение                            | Кайл Пембер                        | ТВ-фильм                                                             |
| 2013        | Fir Crazy                               | Даррен                             | ТВ-фильм                                                             |
| 2015        | Flash Gordon Classic                    | Флэш Гордон                        | Анимационный фильм                                                   |
| 2017        | На пятьдесят оттенков темнее            | Джек Хайд                          |                                                                      |
| 2018        | Пятьдесят оттенков свободы              | Джек Хайд                          |                                                                      |
| 2018        | Простая просьба                         | Дэвис                              |                                                                      |
| Телевидение |                                         |                                    |                                                                      |
| Год         | Название                                | Роль                               | Примечания                                                           |
| 1992        | Театр Рэя Брэдбери                      |                                    | Серия «The Utterly Perfect Murder»                                   |
| 1999        | Найтмэн                                 | Алекс                              | Серия «Blader»                                                       |
| 2001        | MythQuest                               | Телемачус                          | Серия «The Oracle»                                                   |
| 2004        | Коллекционер человеческих душ           | Ник                                | Серия «The Yogi»                                                     |
| 2001-2004   | Тайны Смолвиля                          | Уитни Фордман                      | 24 серии; Основной состав (1 сезон) Гостевая роль (2-4 сезоны)       |
| 2006-2013   | Мыслить как преступник                  | Шон Хочнер                         | 2 серии                                                              |
| 2006        | Мёртвая зона                            | Юный Джин Парди                    | Серия «Revelations»                                                  |
| 2007        | Говорящая с призраками                  | Гордон Пайк                        | Серия «Speed Demon»                                                  |
| 2007        | Отряд «Антитеррор»                      | Итан МакНил                        | Серия «Games of Chance»                                              |
| 2007        | Эверест                                 | Лори Скреслет                      | Мини-сериал, 4 серии                                                 |
| 2007-2008   | Флэш Гордон                             | Флэш Гордон                        | главная роль; 21 серия                                               |
| 2010-2013   | Копы-новобранцы                         | Детектив Люк Каллаханн             | 35 серий; Основной состав (1-2 сезоны) Гостевая роль (3-4 сезоны)    |
| 2010        | Сверхъестественное                      | Брэйди                             | Серия «The Devil You Know»                                           |
| 2012        | Алькатрас                               | Кэл Суини                          | Серия «Cal Sweeny»                                                   |
| 2013        | Тёмное дитя                             | Чэд                                | 2 серии                                                              |
| 2014        | В надежде на спасение                   | Доктор Джейсон Калфис              | 3 серии                                                              |
| 2014-2015   | Больница Никербокер                     | Доктор Эверетт Гэллинджер          | Основной состав; Премия «Спутник» за лучший состав ТВ-сериала (2015) |
| Видеоигры   |                                         |                                    |                                                                      |
| Год         | Название                                | Роль                               | Примечания                                                           |
| 2013        | Tom Clancy’s Splinter Cell: Blacklist   | Сэмуэль «Сэм» Фишер                |                                                                      |